# Calycopis talama
Calycopis talama is een vlinder uit de familie van de Lycaenidae. De wetenschappelijke naam van de soort werd als Thecla talama in 1902 gepubliceerd door Schaus.